# Carbamidperoxid
Carbamidperoxid (Wasserstoffperoxid-Harnstoff-Addukt) ist ein wasserlösliches kristallines Addukt, das sich bei der Umkristallisation von Harnstoff mit konzentrierter (30-prozentiger) Wasserstoffperoxid-Lösung bildet und ca. 35 % Wasserstoffperoxid enthält. Das Addukt bietet als festes und wasserfreies Wasserstoffperoxid mit höherer Stabilität und besserer Steuerbarkeit Vorteile gegenüber flüssigem Wasserstoffperoxid als Oxidationsmittel.

## Herstellung
Zur Herstellung von Carbamidperoxid wird Harnstoff – der gegen Oxidationsmittel wie Wasserstoffperoxid stabil ist – in 30-prozentigem Wasserstoffperoxid (Molverhältnis 2:3) unter Erwärmen auf Temperaturen unter 60 °C gelöst. Beim Abkühlen fällt das Addukt in Form kleiner Plättchen aus.
Die Gehaltsbestimmung durch Titration mit Kaliumpermanganat-Lösung ergibt einen Wasserstoffperoxidgehalt von 35,4 % oder 97,8 % des theoretischen Maximalwerts von 36,2 %. Die restliche Verunreinigung besteht aus Harnstoff.
Das Addukt kann durch Zugabe von ca. 1 % Natriumpyrophosphat, Natriumhexametaphosphat, Weinsäure oder EDTANa2, die katalytisch wirksame Schwermetallionen komplexieren, stabilisiert werden.

## Eigenschaften
Wasserstoffperoxid-Harnstoff-Addukt ist ein gut wasserlöslicher, geruchloser, kristalliner Feststoff, der als weißes Pulver oder in farblosen Nadeln bzw. kleinen Plättchen anfällt. Die Verbindung wirkt als starkes Oxidationsmittel brandfördernd und kann Hautreizungen und schwere Augenschäden verursachen.
Das wasserfreie Harnstoffperoxohydrat setzt in Gegenwart von Katalysatoren bei Raumtemperatur in kontrollierter Weise Wasserstoffperoxid frei und eignet sich daher als sicherer Ersatz für die instabile wässrige Lösung von Wasserstoffperoxid. Wegen der Neigung zur thermischen Zersetzung, die sich bei Temperaturen über 82 °C beschleunigt, sollte insbesondere reines Carbamidperoxid nicht über 60 °C erwärmt werden.

## Anwendungen
Wie Wasserstoffperoxid findet auch Carbamidperoxid Verwendung als Bleichmittel, z. B. für das Blondieren von Haaren, für das Bleichen von Zähnen oder auch zum Fixieren von Haaren in Dauerwellen. Dabei ist das Wasserstoffperoxid-Harnstoff-Addukt weniger aktiv als flüssiges Wasserstoffperoxid, aber als Bleichmittel effektiver, da es nicht so alkalisch eingestellt werden muss wie H2O2.
Carbamidperoxid eignet sich auch als Desinfektionsmittel, z. B. zur Keimreduktion auf Kontaktlinsenoberflächen oder als Antiseptikum für Mundspülungen, Ohrentropfen oder für oberflächliche Wunden und Geschwüre.
Bei der Desodorierung wird die starke oxidative Wirkung des Wasserstoffperoxid-Harnstoff-Addukts, z. B. gegenüber Thiolen und Aminen ausgenutzt.
Carbamidperoxid hat sich als stabiles, einfach handhabbares, effektives und durch geeignete Wahl der Reaktionsbedingungen gut steuerbares Oxidationsmittel bewährt, das besonders in Gegenwart organischer Katalysatoren, wie z. B. Maleinsäureanhydrid oder anorganischer Katalysatoren, wie z. B. Natriumwolframat umweltfreundlich und in oft hohen Ausbeuten die entsprechenden Oxidationsprodukte liefert.
So werden Thiole selektiv zu Disulfiden, sekundäre Alkohole zu Ketonen, Sulfide zu Sulfoxiden und Sulfonen, Nitrile zu Amiden, N-Heterocyclen zu Aminoxiden,
aromatische Hydroxyaldehyde zu zweiwertigen Phenolen (Dakin-Reaktion) und unter geeigneten Bedingungen weiter zu den entsprechenden Benzoesäuren,
und Ketone zu Estern, insbesondere cyclische Ketone, wie z. B. substituierte Cyclohexanone oder Cyclobutanone zu Lactonen (Baeyer-Villiger-Oxidation) oxidiert.
Die Epoxidierung verschiedener Alkenen in Gegenwart von Benzonitril liefert Oxirane in Ausbeuten von 79 bis 96 %.
Das auf das Alken übertragene Sauerstoffatom stammt aus der intermediär aus Benzonitril gebildeten Peroxoimidsäure. Die entstehende Imidsäure tautomerisiert zum Benzamid.